# Ángela Rodicio
Ángela Rodríguez González, més coneguda com a Ángela Rodicio (Ribadavia, província d'Ourense, 6 de març de 1963), és una periodista gallega.

## Trajectòria
Va estudiar a la Universitat Complutense de Madrid. Va prendre com a cognom professional el d'una àvia seva, Rodicio. Ha col·laborat, entre d'altres mitjans, a La Voz de Galicia, Faro de Vigo, A Nosa Terra, Diario 16, Marie Claire, Vanity Fair, a CNN i a BBC. Des de 1989 treballa a Televisió Espanyola, amb la qual va començar cobrint la guerra Iran-Iraq. De 1992 a 1996 fou corresponsal a l'Europa Oriental i de 2000 a 2003 a l'Orient Mitjà. El 2007 entrà a formar part de l'equip del programa Informe Semanal.
És pública la seva enemistat amb seu col·lega de professió Arturo Pérez-Reverte, que l'havia deixat força malparada en el seu llibre Territorio comanche (1994), on l'anomenava la "niña Rodicio" i n'airejava aspectes personals. En contestació, ella va publicar Acabar con el personaje.
El desembre de 2003 fou destituïda com a corresponsal a l'Orient Mitjà per "irregularitats econòmiques" en la corresponsalia a Jerusalem El 5 de febrer de 2004 fou acomiadada de TVE per aquest motiu. Tanmateix, el juny de 2004 el Tribunal Social núm. 28 declarà improcedent l'acomiadament i al juny de 2005 el Tribunal Superior de Justícia de la Comunitat de Madrid ho confirmà en sentència. L'octubre del mateix any es va reincorporar a TVE.
En el terreny personal, va estar relacionada amb Carlos García Revenga, secretari de les infantes Helena i Cristina de Borbó.

## Obres
- La Guerra sin frentes. De Bagdad a Sarajevo: memorias de una enviada especial, Temas de hoy, 1998. ISBN 84-7880-953-8.[14]
- Acabar con el personaje, Plaza & Janés, 2005. ISBN 978-84-01-30542-9.[15]
- Palestina, Afganistán, Centro Andaluz de la Fotografía, 2007. ISBN 9788496466869.
- El Jardín del Fin: viaje por el Irán de ayer y hoy, Debate, 2011. ISBN 9788499920382.[16]
- Dulcinium: El amor perdido de Cervantes, Confluencias, 2016. ISBN 9788494476143.[17]

## Premis i reconeixements
- Premi Internacional de la RAI, 1991, per les seves cròniques del Golf Pèrsic.[18]
- Cirilo Rodríguez, Asociación de la Prensa de Segovia, 1992.[19]
- Víctor de la Serna, Asociación da Prensa de Madrid, 1994.[20]
- ¡Bravo!, Conferencia Episcopal Española, 2001.[21]
- Premi Galicia en Feminino, 2002.
- Maria Grazia Cutuli, 2011.[22]
- Ricardo Ortega, United Nations Correspondents Association, 2015.[23]